# Ослани
Ослани (слч. Oslany) насељено је мјесто са административним статусом сеоске општине (слч. obec) у округу Прјевидза, у Тренчинском крају, Словачка Република.

## Становништво
| Година:    | 1994. | 2004.   | 2014.   | 2024.   |
| ---------- | ----- | ------- | ------- | ------- |
| Број људи: | 2130  | 2224    | 2403    | 2399    |
| Разлика:   |       | +4,41 % | +8,04 % | -0,16 % |

| Година:    | 2023. | 2024.   |
| ---------- | ----- | ------- |
| Број људи: | 2390  | 2399    |
| Разлика:   |       | +0,37 % |

Према подацима о броју становника из 2011. године насеље је имало 2.384 становника.